# Bart van Oort
Bart van Oort (Utrecht, 6 juni 1959) is een Nederlands pianist, fortepianospeler en muziekpedagoog.

## Levensloop
Van Oort studeerde piano aan het Koninklijk Conservatorium in Den Haag en behaalde zijn einddiploma in 1983. Hij studeerde vervolgens fortepiano bij Stanley Hoogland. Hij studeerde verder aan de Cornell University (Ithaca, NY) bij Malcolm Bilson en behaalde een doctoraat in muziekkunst.In 1986 behaalde hij samen met Geoffrey Lancaster de Eerste prijs in het internationaal concours pianoforte, in het kader van het Festival Musica Antiqua in Brugge.
Hij heeft vervolgens een drukke concertactiviteit ontwikkeld. Hij is op heel wat festivals opgetreden, onder meer in Utrecht, Florence, Berlijn, Antwerpen, Brugge, Melbourne, Brisbane, York, Clisson, Montpellier en Esterhaza. Hij trad op in Nieuw-Zeeland en de Verenigde Staten en toert jaarlijks in Australië met concerten, meestercursussen en voordrachten. Hij is ook 'Artist in Residence' geweest aan de University of Western Australia in Perth.
Hij heeft ook vaak opgetreden met recitals en meestercursussen in conservatoria, onder meer in Brussel, Parijs, Moskou, Helsinki, Oslo, Stavanger, Perugia, Sydney, Adelaide, Wellington, Melbourne, Hongkong, Tokio, Juilliard, Bloomington, zonder de conservatoria in Nederland te vergeten. Hij heeft ook zomercursussen gegeven aan de Early Music Institute of Indiana University (Bloomington) en aan de University of Western Australia (Perth). Om de twee jaar doceert hij, samen met Malcolm Bilson tijdens de fortepiano summer workshop in het kasteel van Poeke.
Van Oort doceert fortepiano en historische uitvoeringspraktijk aan het Koninklijk Conservatorium van Den Haag. Hij doceert ook aan de Koninklijke Conservatoria van Amsterdam en Antwerpen. Hij stichtte de Van Swieten Society, die klassieke kamermuziek uitvoert.
Hij was jurylid voor het internationaal klavecimbel- en pianoforteconcours in het kader van het Festival Musica Antiqua in Brugge, voor de jaren 2001, 2004, 2007 en 2010.

## Discografie
Van Oort is zeer productief wat betreft platenopnamen.
- Volledige werken voor klavier van Joseph Haydn, op pianoforte, 2007-2008
  - CD 1. Variaties
  - CD 2. Dansen
  - CD 3. Miscellaneous Keyboard Works
  - CD 4. Haydn’s Haydn: Arrangementen
  - CD 5. De Zeven Laatste Woorden van Christus

(Dit is een aanvulling op de tien cd's met alle klaviersonates, in 2000 door Bart van Oort uitgebracht in samenwerking met vier collega's. Een deel van deze 'Klavierstukken' is nooit eerder op cd uitgebracht. Daaronder valt niet alleen een deel van de dansen en arrangementen, maar zelfs korte adagio's, variaties en dergelijke. Het meesterwerk "Die sieben letzten Worte" is in de box opgenomen in de schitterende, intieme solo-pianoversie.)
- Volledige werken voor piano, solo en vierhandig van Wolfgang Amadeus Mozart, 1995-2005. De eerste volledige opname van alle klavierstukken, opgenomen op verschillende authentieke pianofortes uit de tijd van Mozart.
  - CD 1 - Sonates, Variaties en Fantasies, KV 333, 397, 398, 396, 330, september 1997.
  - CD 2 - Sonates, Fantasie en Adagio, KV 570, 475, 457, 540, 576, april 2000.
  - CD 3 - Variaties, Vol. I, KV 264, 353, 354, 352, 398, 27-29 november 2001.
  - CD 4 - Variaties, Vol. II, KV. Anh. 137, K 455, 500, 573, 613, december 2001-januari 2002.
  - CD 5 - Sonates en Rondos, KV 282, 485, 283, 511, 284, oktober 31 en december 23, 2003.
  - CD 6 - Vroege Sonates en Variaties, KV 279, 179, 280, 180, 281, 26-27 oktober 2004
  - CD 7 - Sonates en Variaties, KV 309, 460, 310, 265, 311, 28 oktober 2004 & 4 mei 2005
  - CD 8 - Sonates en Dansen, KV 331, 315a, 332, 509, 29 april en 3 mei 2005
  - CD 9 - Mozart en Polyfonie, KV 394, 533, 399, 574 453a, KV. Anh. 32, 545, 154a, Fuga in D, Fuga in G, 22-23-24 November 2005
  - CD 10 - Miscellaneous Klavierwerk, KV 384, KV. Anh. A65, 624, 356, 54, 408/1, 355, 616, 534, 395, 312, 236, 400, 4-7 oktober 2005 & 22-24 november 2005
  - CD 11 - Werk van Mozart uit zijn kinderjaren, KV 24, 25, KV 1-5, 9a, 33B, 61g II, KV. Deest Bes maj, London Sketchbook KV. 15, 111 Anh. 207, 22-24 November 2005
  - CD 12 - Klavierwerk Vierhands, Vol. I, KV 381, 401, 497, 11-13 juli 2001.
  - CD 13 - Klavierwerk Vierhands, Vol. II, KV 19d, 608, 501, 521 (1787), 11-13 juli 2001.
  - CD 14 - Klavierwerk Vierhands en voor Twee Pianos, KV 358; 594; 426; 448 (1781), 11-13 juli 2001.
- De Kunst van de Nocturne in de Negentiende Eeuw, John Field en Frederic Chopin, december 2003.
  - CD I: John Field: Nocturnes.
  - CD II: Chopin Nocturnes I
  - CD III: Chopin Nocturnes II
  - CD IV: 19th Century Nocturnes - CD IV behelst werk van Pleyel, Kalkbrenner, Clara Schumann, Lefèbure-Wély, E. Weber, Alkan, Glinka, Szymanowska, Dobrzynski.
- Franz Schubert, Sonates door Bart van Oort op fortepiano, 2000. Sonatas in a klein, D. 845 en E groot ("Funf Klavierstucke") D. 459, november-december 2000.
- Haydn, Piano Sonates door Bart van Oort, fortepiano, september 2003. Deze twee cd's maken deel uit van een tiendelige reeks cd's met de volledige klaviersonates van Haydn, door vijf pianofortespelers.
  - CD I: Sonates in Bb groot, Hob XVI/41, Es groot, Hob XVI/16, Bes groot, Hob XVI/2, B groot, Hob XVI/32, As groot, Hob XVI/46.
  - CD II: Sonates in D groot, Hob XVI/33, C groot, Hob XVI/1, A groot, Hob XVI/12, D groot, Hob XVI/42, C groot, Hob XVI/50.
- Johann Nepomuk Hummel, Werken voor fluit, cello en piano, Sonate in D groot op. 50 en A groot, op 64; Flute Trio in A groot op. 78; Variaties voor cello en piano in d klein, op 54, door Linde Brunmayr, fluit, Jaap ter Linden, cello, Bart van Oort, fortepiano, oktober 2008.
- Franz Schubert, Werken voor fluit en piano, Sonatinas D. 384, op. post. 137; Zes liederen; Thema en Variaties op ‘’Trockne Blumen’’, door Marieke Schneemann, fluit, Bart van Oort, fortepiano, 2010.
- Frederic Mendelssohn, The Young Genius, Sextet voor Piano en strijkers in D groot, op. 110; Clarinet Sonate in Es groot; Piano Trio in c klein, Van Swieten Society, 2009 2009.
- Beethoven, Musing on the Ocean, Schotse volksliederen uit op. 108, WoO 152, WoO 153, WoO 154, WoO 155, WoO 156, WoO 158b, WoO 158c, door Lynn Dawson, sopraan, Alida Schat, viool, Jaap ter Linden, cello, Bart van Oort, fortepiano, 2008.
- Carl Maria von Weber, Romantische kamermuziek, Weber Clarinet Quintet in Bes groot, J. 182; Aufförderung zum Tanze (piano solo); Fluittrio, in g klein, op. 63, J. 259, door: Van Swieten Society – Frank van den Brink, klarinet, Marion Moonen, fluit, Franc Polman en Igor Rukhadze, viool, Bernadette Verhagen, viola, Job ter Haar, cello, Bart van Oort, fortepiano, 2008
- Beethoven's Beethoven 
  - Symfonie no 2 in D groot, op. 36, voor pianotrio herwerkt door Beethoven (Adagio, Allegro con brio - Larghetto, quasi andante - Scherzo: Allegro - Allegro molto)
  - Quintet voor piano en blazers in Es groot, op. 16, herwerkt voor pianokwartet door Beethoven (Grave, Allegro ma non troppo - Andante cantabile - Rondo - Allegro ma non troppo), door Van Swieten Society, Igor Rukhadze en Franc Polman, viool, Bernadette Verhagen, viola, Job ter Haar, cello

Bart van Oort, fortepiano, 28 en 29 juni 2007
Op de cd van de Van Swieten Society, "Beethoven's Beethoven" staan twee kamermuziekbewerkingen van Beethoven door de componist zelf. Beethovens enorme populariteit in zijn beginjaren in Wenen wordt weerspiegeld door het grote aantal bewerkingen dat hij zelf maakte van de werken waar het publiek niet genoeg van kon krijgen. Deze praktische manier van omgaan met een partituur was voor Beethoven en zijn tijdgenoten helemaal niets bijzonders; maar volgens Beethoven zelf kon dit proces niet beter gedaan worden dan door ‘de meester zelf, of ten minste iemand met dezelfde vaardigheid en scheppende vermogens’, omdat het belangrijke compositorische beslissingen inhield: welke partijen zijn belangrijk, wat kan worden weggelaten, moet iets worden toegevoegd om het effect dat de componist oorspronkelijk voor ogen stond te realiseren, en op welke manier kan de oorspronkelijke partituur in een voor het nieuwe kamermuziekensemble geschikte techniek worden gegoten? De Van Swieten Society tekent met deze cd voor een van de weinige opnamen op historische instrumenten van deze twee prachtige maar (in deze vorm) weinig bekende meesterwerken uit de kamermuziek.
- Joseph Haydn, Volledige pianotrio's (10 cd's) door Van Swieten Society - Franc Polman en Rémy Baudet, viool; Marion Moonen, fluit; Jaap ter Linden en Job ter Haar, cello, Bart van Oort, fortepiano, oktober 2003 - september 2005.
- Mozart, Complete Songs I and II door Bas Ramselaar, bass en Claron McFadden, soprano, 12-14 dec. 2001. Alle Mozartliederen, inclusief de twee opera-aria's die enkel bekend zijn in de bewerking door Mozart voor zang en piano.
- Mozart, Pianotrio's, door Musica Classica: Bart van Oort, fortepiano, Elizabeth Wallfisch, viool, Jaap ter Linden, cello. Pianotrio's K. 254 in Bb, K. 496 in G, K. 502 in Bb, juni 25-26, 1999.
- Mozart, Pianokwartetten, door Bart van Oort, fortepiano, Tjamke Roelofs, viool, Bernadette Verhagen, altviool, Jaap ter Linden, cello. Pianokwartet no. 1 in g klein, K. 478; Pianokwartet no. 2 in Es, K. 493, september 1998.
- Mendelssohn, Concertos door Gil Sharon, viool, Bart van Oort, piano, Amati Chamber Orchestra, november 1996. Mendelssohns concert voor piano, viool en strijkers in d klein. De enige opname van Bart Van Oort op een moderne piano.
- Bohemian Songs door Claron McFadden, sopraan & Bart van Oort, fortepiano, september 1996. Weinig bekende liederen van Boheemse componisten, zoals Dussek, Kozeluch, Steffan, Vorisek, Pichl, Rösler, Rössler-Rossetti, Becvarovsky, Masek.
- Beethoven en Hummel, Pianotrios door Bart van Oort, fortepiano, Ryo Terakado, viool, Hidemi Suzuki, cello, juli 1996.
- Meesterlijke Toetsen, Klavierdocenten in het Antwerps Conservatorium, Ewald Demeyere, Ludo Mariën, Joris Verdin en Bart van Oort (Beethoven, Waldsteinsonate op 53 in C), 2006.
- Beethoven, Klavierstukken, Hulde aan Malcolm Bilson bij zijn 70ste verjaardag, Bart van Oort, David Breitman, Tom Beghin, Ursula Duetschler, Zvi Meniker, Andrew Willis. Rondos op 51; Variaties WoO 75; Rage over the Lost Penny, op 129; Variaties op 34; Six WoO Pieces; Bagatelles op 126, oktober 2005.
- Instrumentenparade 2001 Mozart, Sonate in Bes, KV 454/ii door Bart van Oost, fortepiano, 2001.
- Mozart, Pianoconcert in A, KV 414, Haydn Youth String Orchestra, dirigent Ben de Ligt, met Bart van Oort, fortepiano, juni 2001.
- Oranje en de Muziek - Dubbel-cd, liederen en kamermuziek door Nederlandse of met het Nederlandse Hof verbonden componisten.
  - Cd 1: Francesco Zappa - Ah Serena il mesto ciglio. Francine van der Heijden, sopraan en Bart van Oort, fortepiano. Francesco Zappa - Sonate. Bart van Oort, fortepiano, 1999.
  - Nederlandse of in Nederland residerende componisten: Ruppe, Graaf, Wilms, Fodor, Bartholomeus Ruloffs, Lootens, Schwindl, Kleijn, Meder, Reynvaan, Colizzi, Niewenhuijsen, Gordon, Just. Bart van Oort, fortepiano, september 1996.
- Beethoven, alle sonates door Bart van Oort, Malcolm Bilson, David Breitman, Tom Beghin, Ursula Duetschler, Zvi Meniker, Andrew Willis. 10 CD’s met de 35 sonates van Beethoven, 1996